# Monolaurate de sorbitane
Le monolaurate de sorbitane (Span 20) est un ester de sorbitane formé à partir de l'acide laurique et de polyols dérivés du sorbitol.
Il est utilisé en tant qu'additif alimentaire (émulsifiant) sous le numéro E493.